# Edema (Band)
Edema war eine italienische Death-Metal-Band aus Piacenza, die 2004 unter dem Namen Bleeding Tide gegründet wurde und sich 2010 auflöste.

## Geschichte
Die Band wurde im Dezember 2004 unter dem Namen Bleeding Tide gegründet, nachdem sich der Gitarrist Marcello „Mavce“ Lega und der Schlagzeuger Riccardo „Mendosa“ Lovotti auf dem Tendenze Festival in Piacenza kennengelernt hatten. Als weitere Mitglieder kamen der Gitarrist Marco Benedetti und der Bassist Michele „Miki“ Cavalli hinzu. Zusammen begannen sie mit den ersten Proben, ehe ein paar Monate später Riccardos Bruder Fillipo aka Vincent Daida den Gesang übernahm. Dieser verließ jedoch etwas später schon wieder die Gruppe, sodass Marco „Brax“ Bracciale diesen Posten einnahm. Es folgten Auftritte in Piacenza, ehe im Juli 2005 das 17-minütige Demo I.S.E.T. im Mofo Studio aufgenommen wurde, das fünf Lieder enthält. Im September wurde die Gruppe als Vorgruppe für das Tendenze Festival ausgewählt, das jedoch aufgrund schlechten Wetters abgesagt wurde. Ein paar Tage später verließ Cavalli die Band.
Bei den folgenden Auftritten übernahmen verschiedene Musiker den Bassistenposten, wobei sich die Band mittlerweile in Edema umbenannt hatte. 2006 wurde das 16-minütige und drei Lieder umfassende Demo Criosota im Elfo Studio aufgenommen. Im Sommer 2007 nahm die Band am Inpicci Festival teil, ehe sie im Winter als Vorgruppe für Slowmotion Apocalypse spielte. Im Sommer 2008 war Edema auf dem Tendenze Festival zu sehen. Danach begann sie mit den Arbeiten zu ihrem Debütalbum. Der Tonträger wurde 2009 bei Punishment 18 Records unter dem Namen Default veröffentlicht. 2010 kam es zur Auflösung der Band.

## Stil
Laut Lior „Steinmetal“ Stein von metalcrypt.com spielt die Band auf dem Album modernen und überproduzierten Death Metal, der sich bei der US-amerikanischen Spielweise bediene und auch Einflüsse aus dem Thrash Metal und Hardcore Punk verarbeite. In den Songs setze die Gruppe auf leicht technische Riffs sowie auf den gelegentlichen Einsatz von Klargesang und Soli. Auch seien unebene Beats und schwere Gitarren charakteristisch, ohne dabei jedoch progressiv zu wirken.

## Diskografie
als Bleeding Tide
- 2005: I.S.E.T. (Demo, Eigenveröffentlichung)

als Edema
- 2007: Criosota (Demo, Eigenveröffentlichung)
- 2009: Default (Album, Punishment 18 Records)